# NGC 359
NGC 359 est une vaste galaxie lenticulaire située dans la constellation de la Baleine. NGC 359 a été découverte par l'astronome allemand Albert Marth en 1864.

## Caractéristiques
Sa vitesse par rapport au fond diffus cosmologique est de 5 038 ± 23 km/s, ce qui correspond à une distance de Hubble de 74,3 ± 5,2 Mpc (∼242 millions d'al).
À ce jour, une mesure non basée sur le décalage vers le rouge (redshift) donne une distance d'environ 87,800 Mpc (∼286 millions d'al). Cette valeur est à l'extérieur des valeurs de la distance de Hubble.